# Station Nizjni Bestjach
Station Nizjni Bestjach (Russisch: Нижний Бестях, Jakoets: Аллараа Бэстээх; Allaraä Besteëch) is het noordelijke kopstation van de Spoorlijn Amoer-Jakoetsk. Het station ligt in de oeloes Megino-Kangalasski van de Russische autonome republiek Sacha (Jakoetië), nabij de rechteroever van de rivier de Lena op 30 kilometer van de stad Jakoetsk en 10 kilometer ten oosten van de gelijknamige plaats Nizjni Bestjach.

## Geschiedenis en toekomstige plannen
Eind 2011 bereikte het spoor de plek van het station. In 2014 werd het spoor officieel opengesteld voor goederenvervoer. In 2018 werd begonnen met de laatste fase van de bouw van het station, dat in 2019 werd aangesloten op de Russische Spoorwegen en opengesteld voor passagiersvervoer.
Het station ligt ten opzichte van Jakoetsk aan de overzijde van de Lena en is vandaar uit in de zomer bereikbaar per auto via een veerboot over de Lena. Deze tocht duurt ongeveer 1 uur en 20 minuten. In de winter kan het station worden bereikt via de winterweg over de rivier. In de lente en herfst kan het station alleen door de lucht worden bereikt. Er zijn plannen voor de aanleg van een gecombineerde weg- en spoorbrug over de Lena, maar is nog onbekend wanneer dit miljarden kostende megaproject moet worden gerealiseerd.
Het station moet bij voltooiing gaan bestaan uit 120 gebouwen, waaronder het treinstation zelf, een onderhoudscentrum voor wagons, een locomotiefloods en een rustplaats voor machinisten. Hoewel het goederenvervoer officieel in 2014 van start ging, werden ook in de jaren ervoor al goederen geleverd aan Centraal-Jakoetië omdat de Lena bij tijden te ondiep was voor de scheepvaart en de traditionele rivierroute vanuit de haven van Osetrovo bij Oest-Koet dus niet kon worden gebruikt.

## Vervoersnetwerk
Door de openstelling van de spoorweg voor goederenvervoer is het economische belang van de plaats Nizjni Bestjach langzamerhand steeds groter geworden. Er werd een nieuw vervoersnetwerk ingesteld waarbij de spoorwagons bij het station worden overgeladen op vrachtwagencombinaties, die de goederen naar schepen in de haven brengen. De haven van Nizjni Bestjach kreeg hiervoor een upgrade, waarbij er nieuwe Ganz-portaalkranen werden geplaatst. De schepen vervoeren de vrachten naar de Rivierhaven van Jakoetsk, waar ze gedeeltelijk overgeladen worden op bulkcarriers die ze naar de noordelijke delen van Jakoetië brengen.

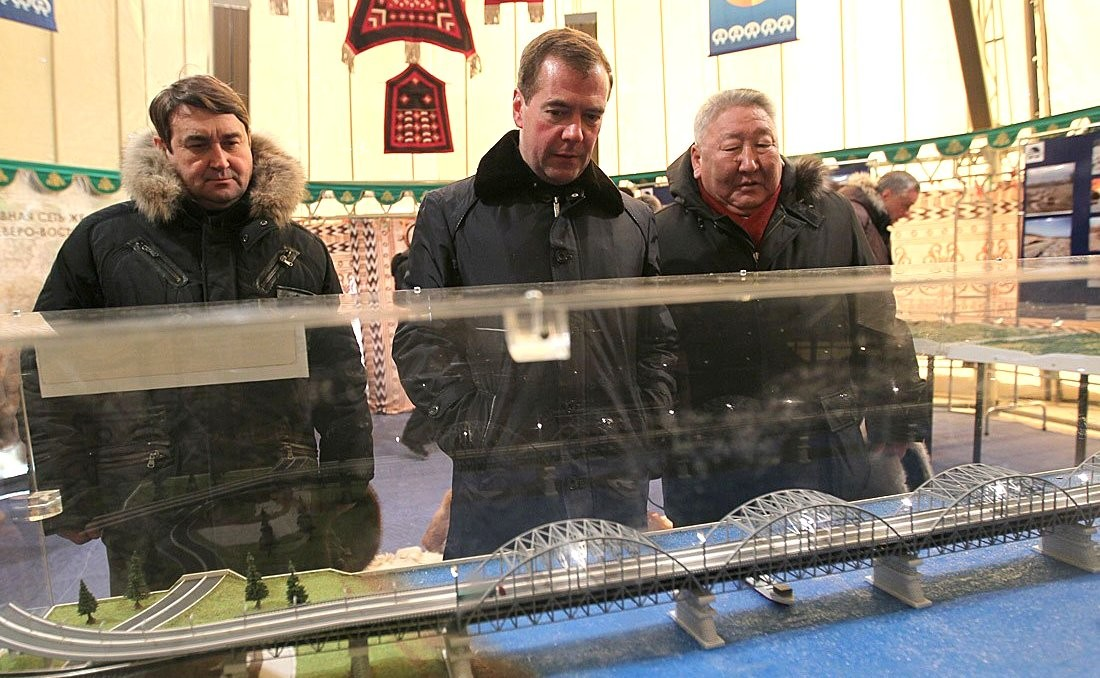
President Dmitri Medvedev bij een maquette van de toekomstige gecombineerde weg- en spoorbrug over de Lena (2011).
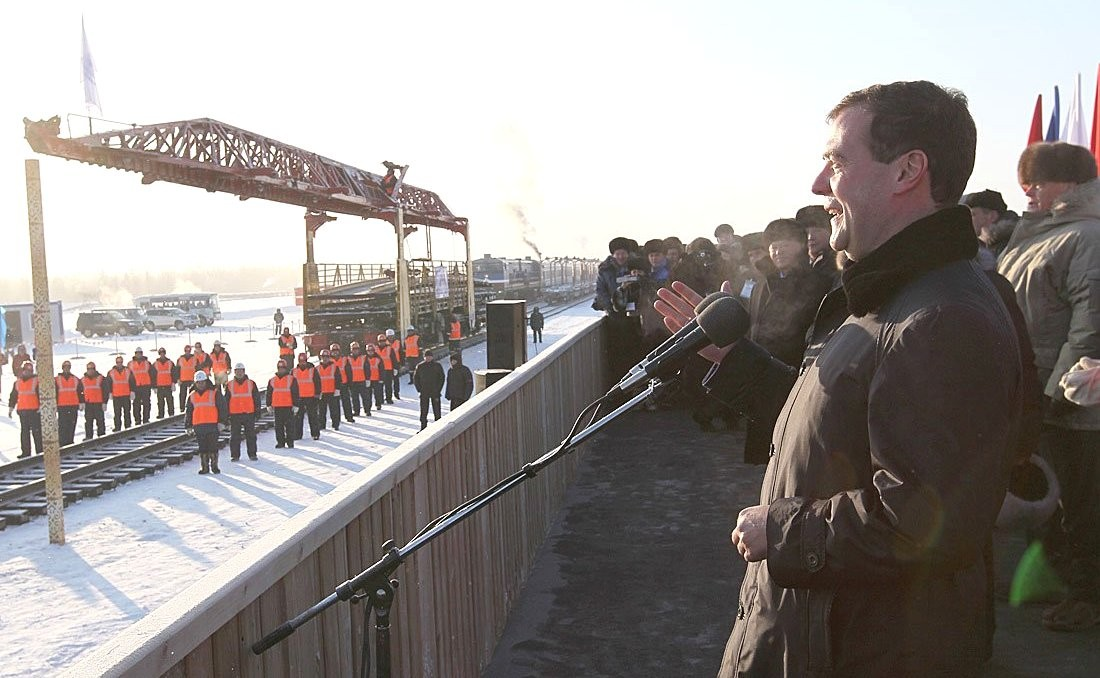
Medvedev bij de voltooiing van het spoor van Berkakit naar Nizjni Bestjach (2011)
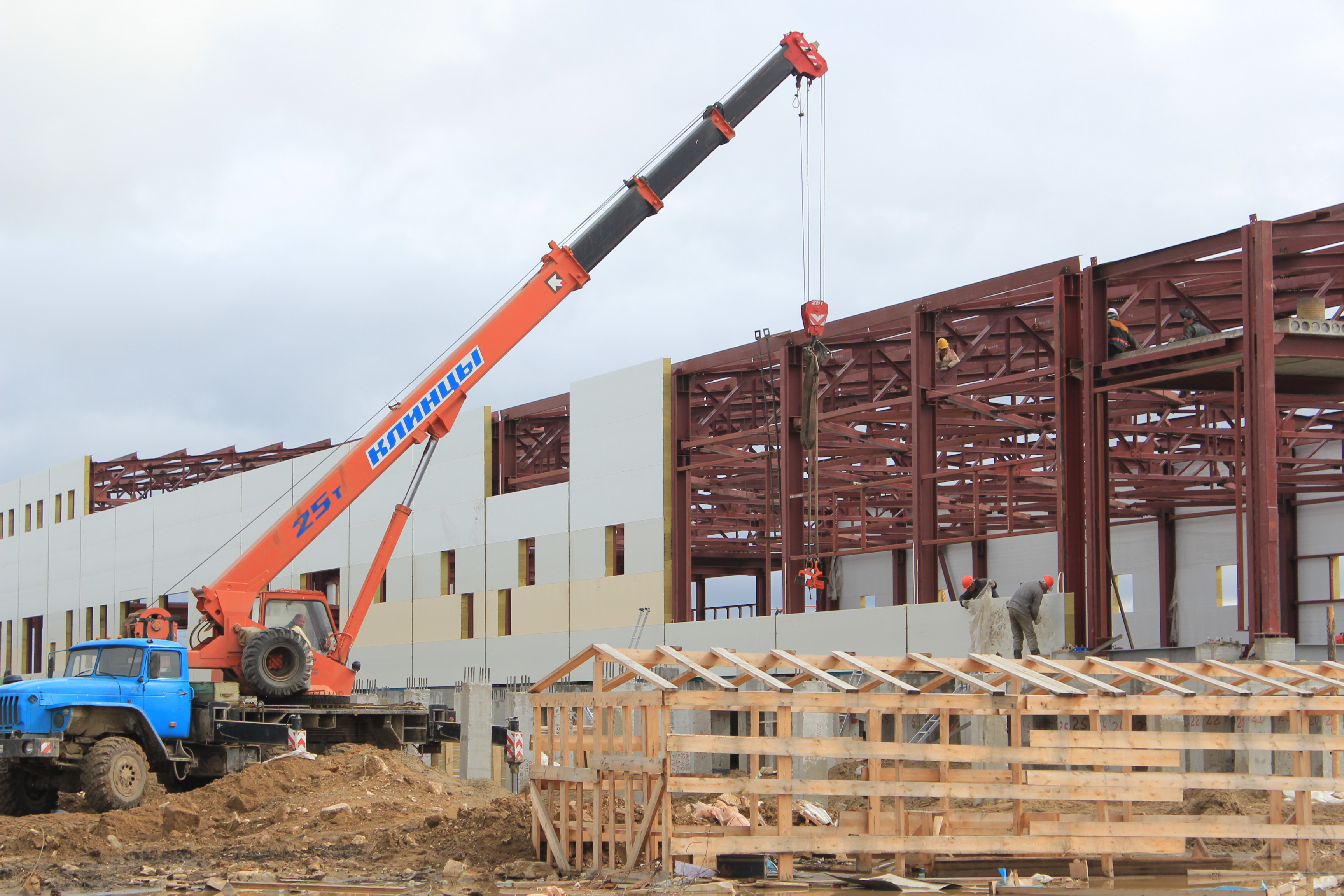
Bouw van het station (2012)
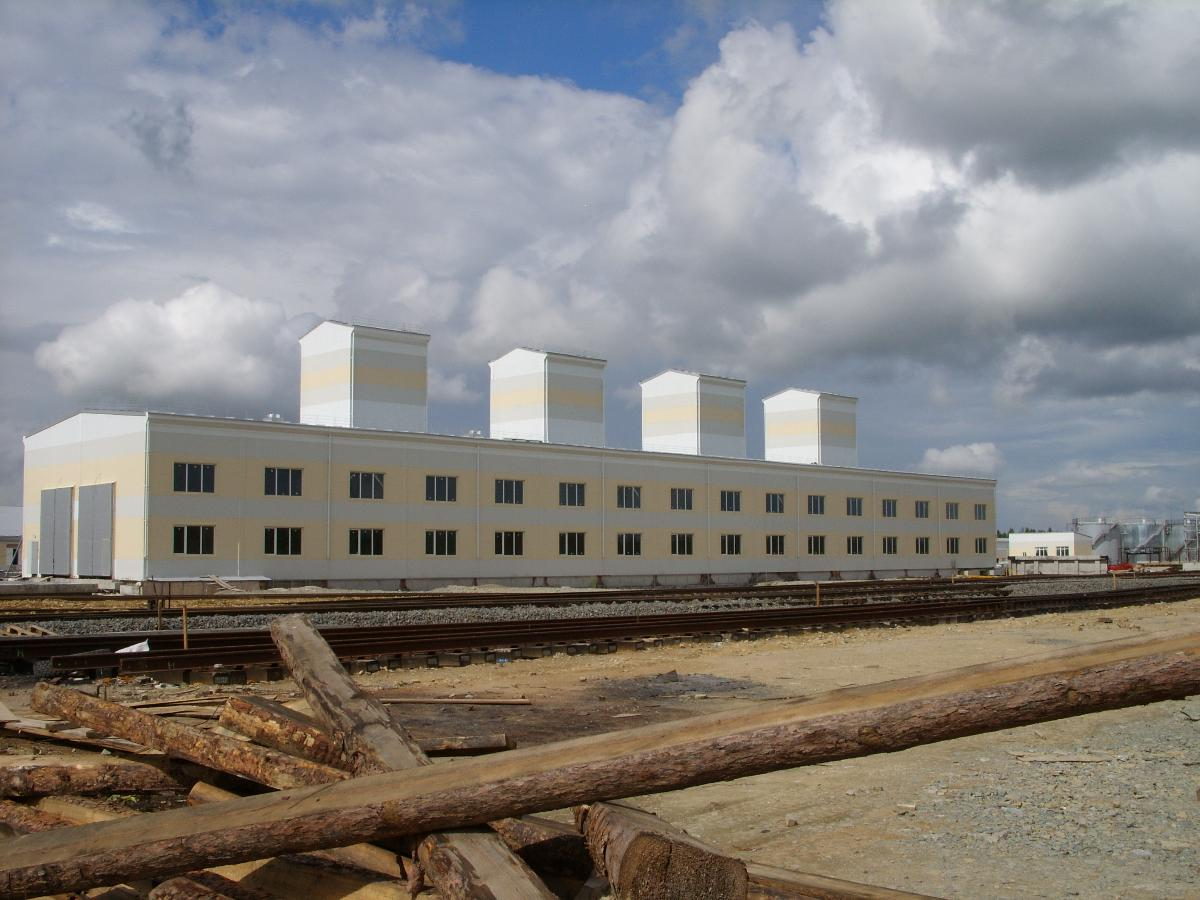
Locomotiefloods (2014)
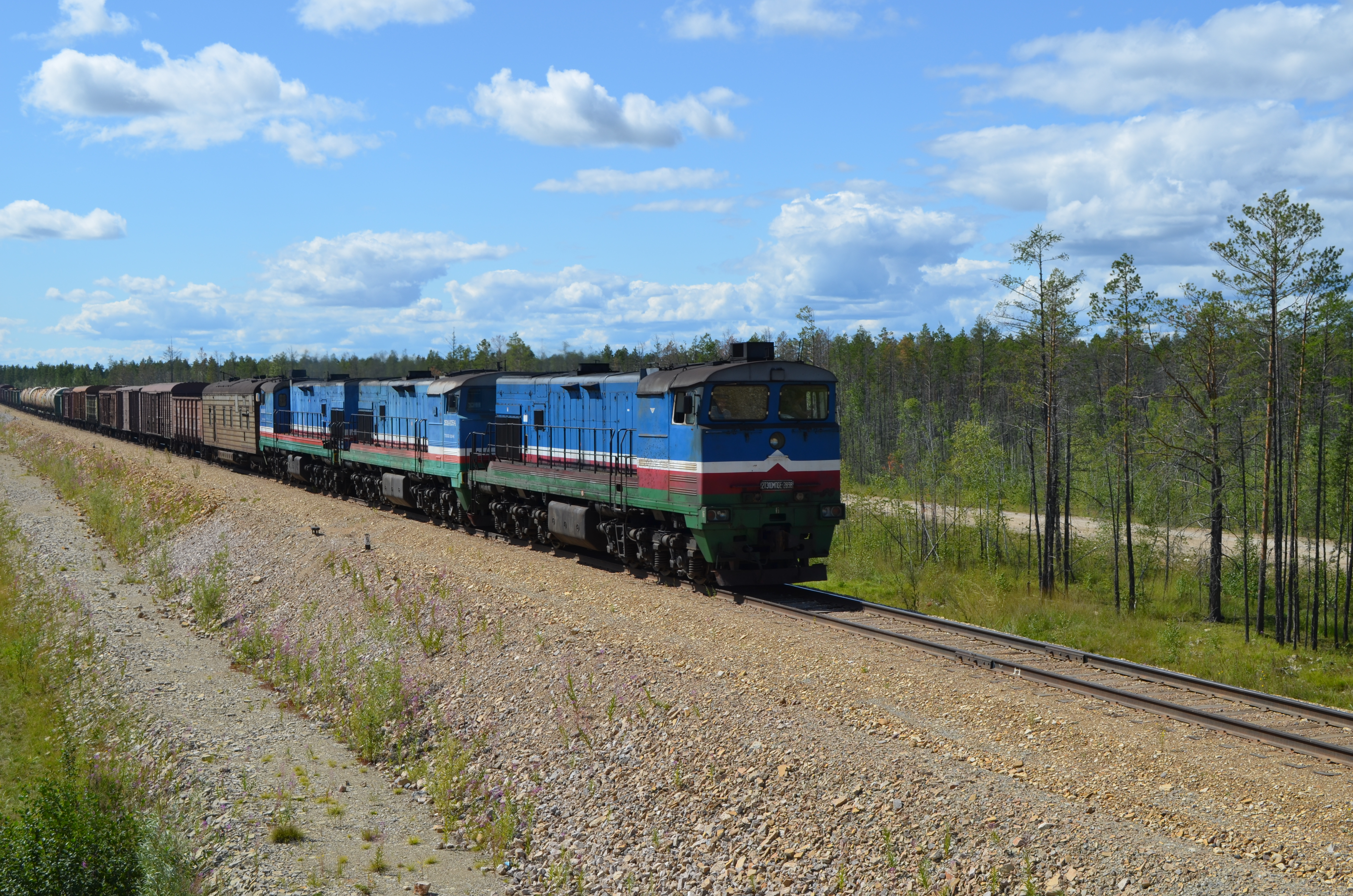
Locomotief met goederenwagons bij het station (2015)
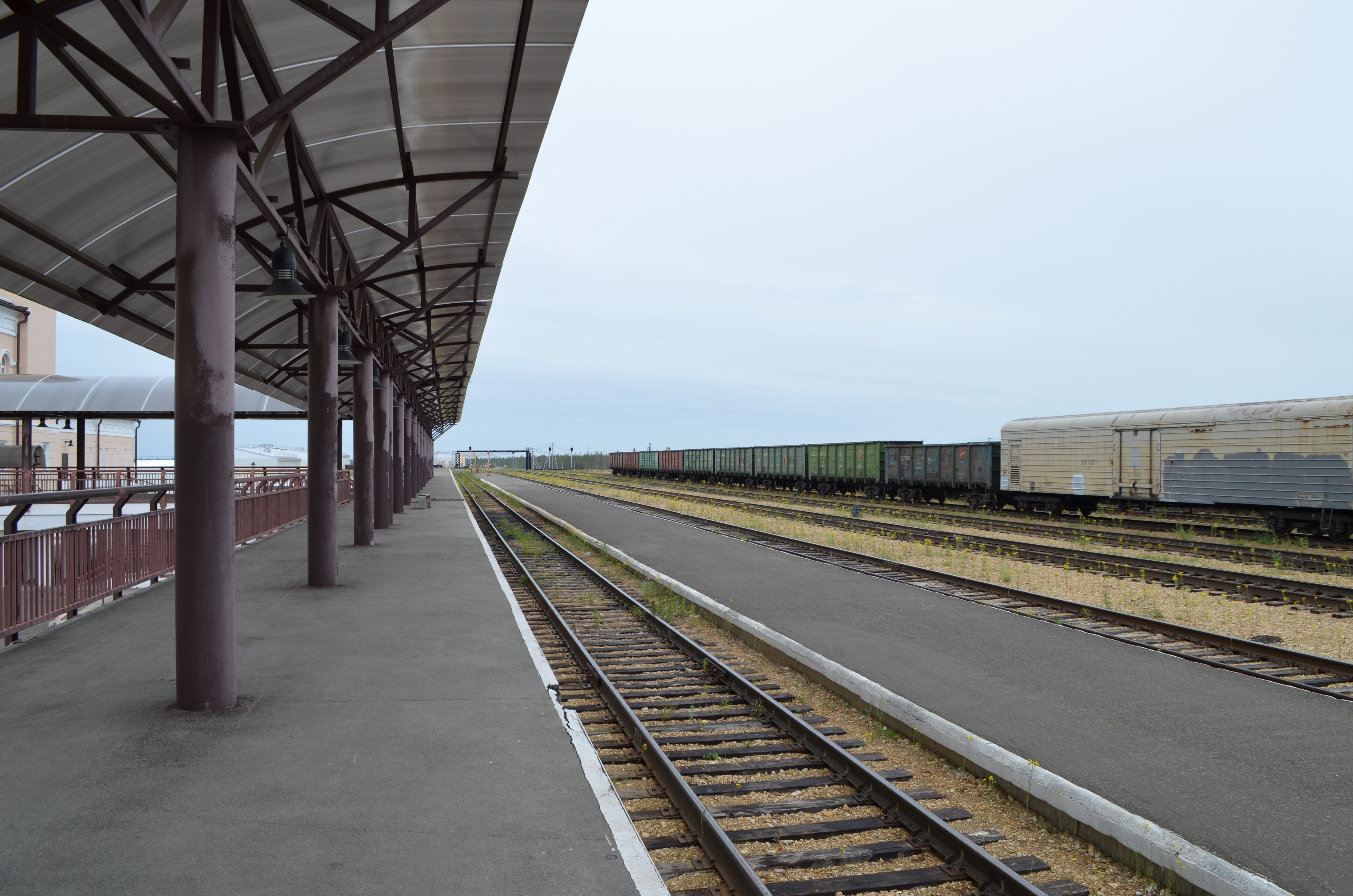
Perron (2016)
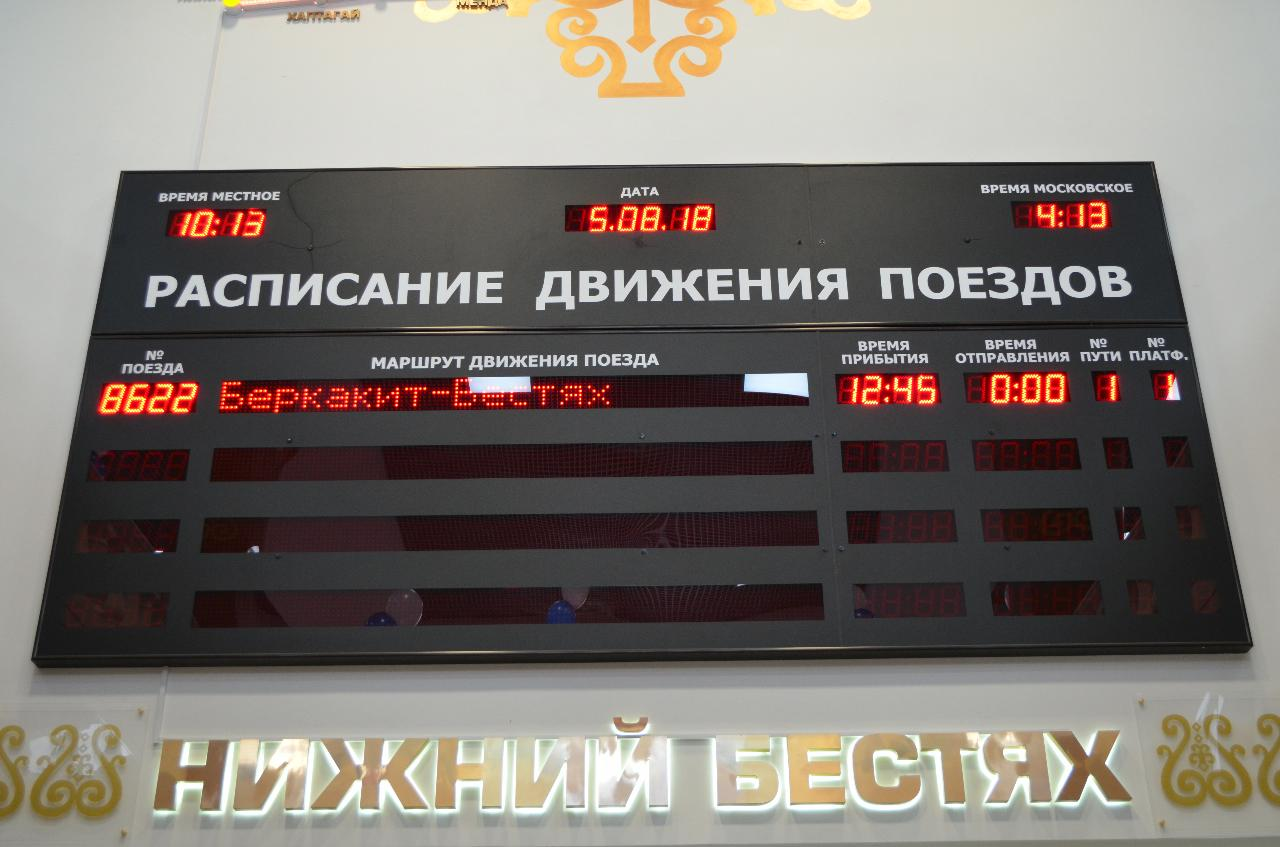
Elektronisch informatiebord met het reisschema in het station (2018)
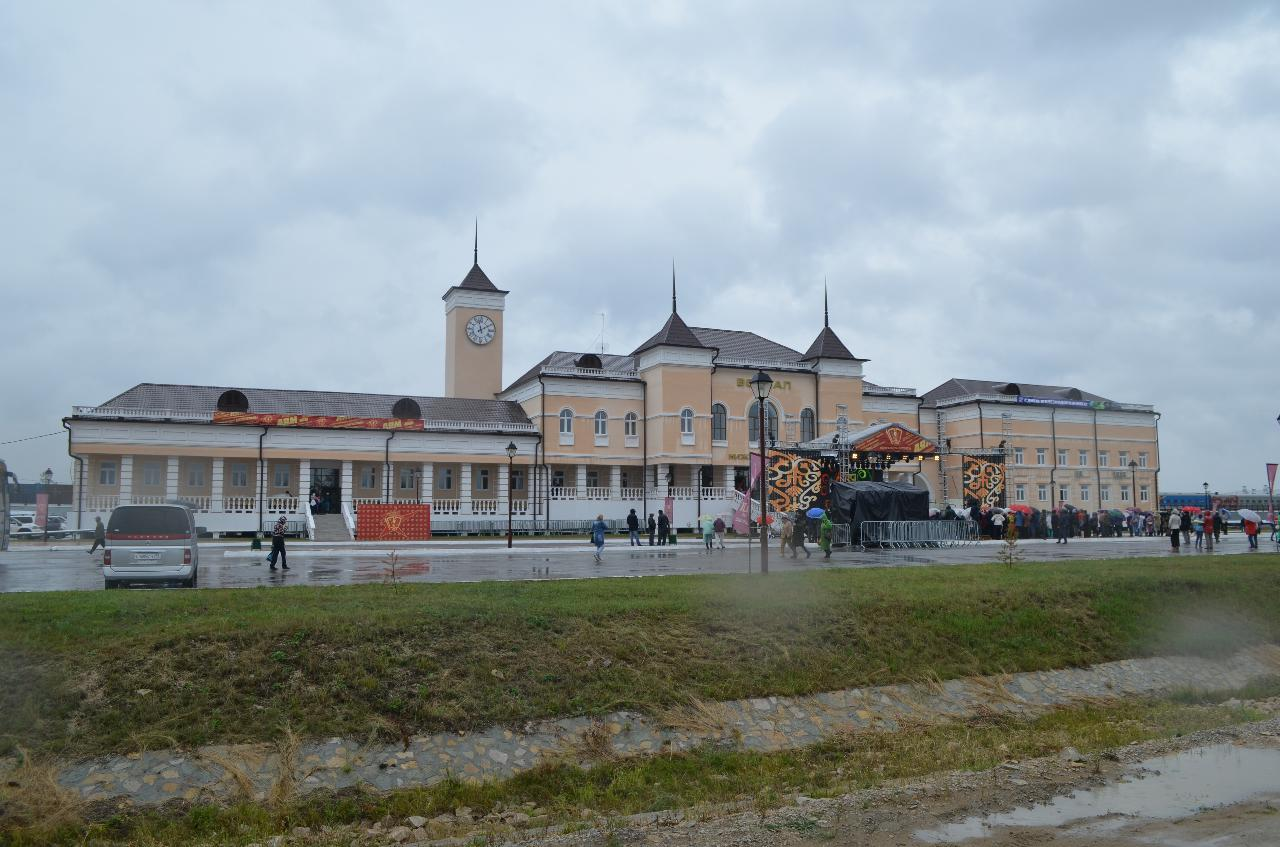
Spoorzijde van het station (2018)
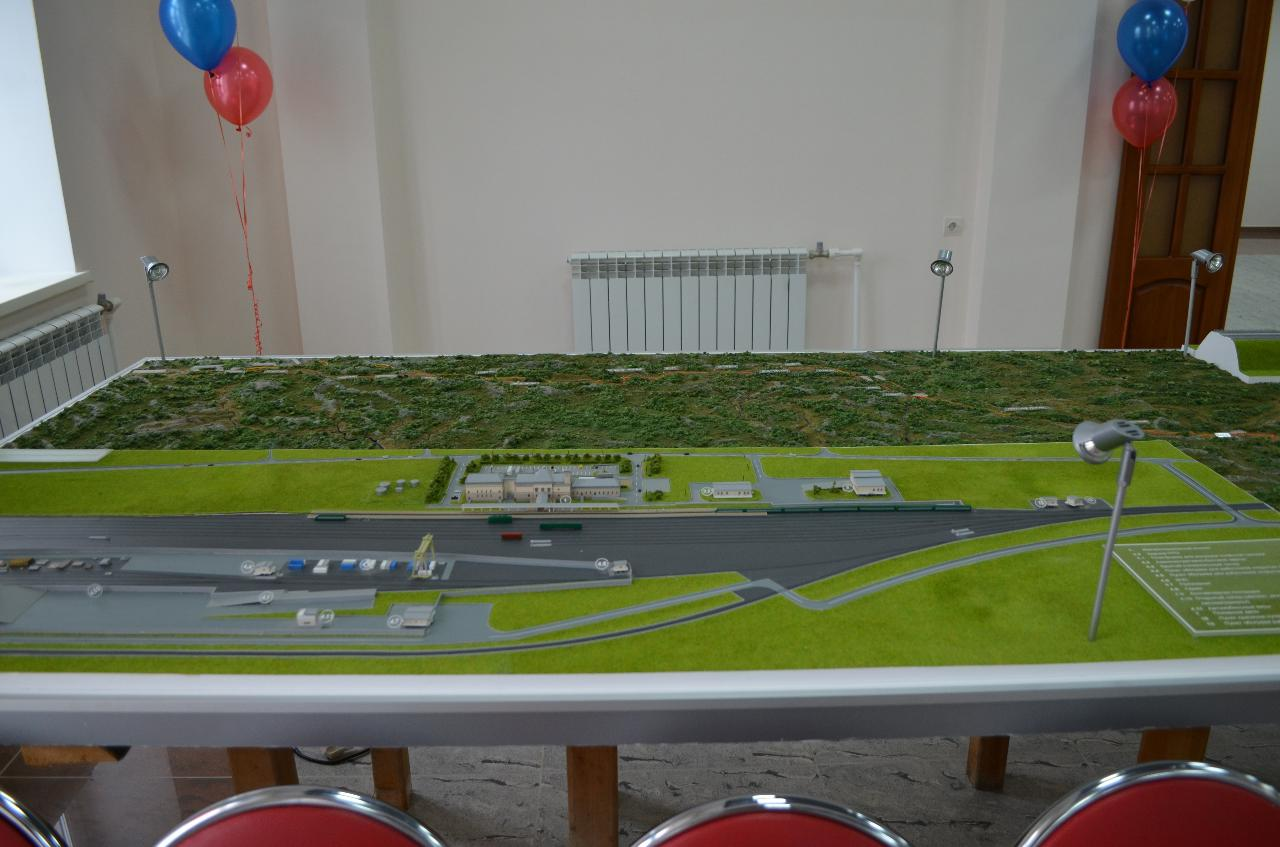
Maquette van het station (2018)